# نیکلای وسلفسکی
نیکلای ایوانویچ وسلفسکی (به روسی: Николай Иванович Веселовский) (زادهٔ نوامبر ۱۸۴۸- مرگ ۳۰ مارس ۱۹۱۸) باستان‌شناس و خاورشناس روس بود. تخصص وسلفسکی در تاریخ و باستان‌شناسی آسیای میانه بود.

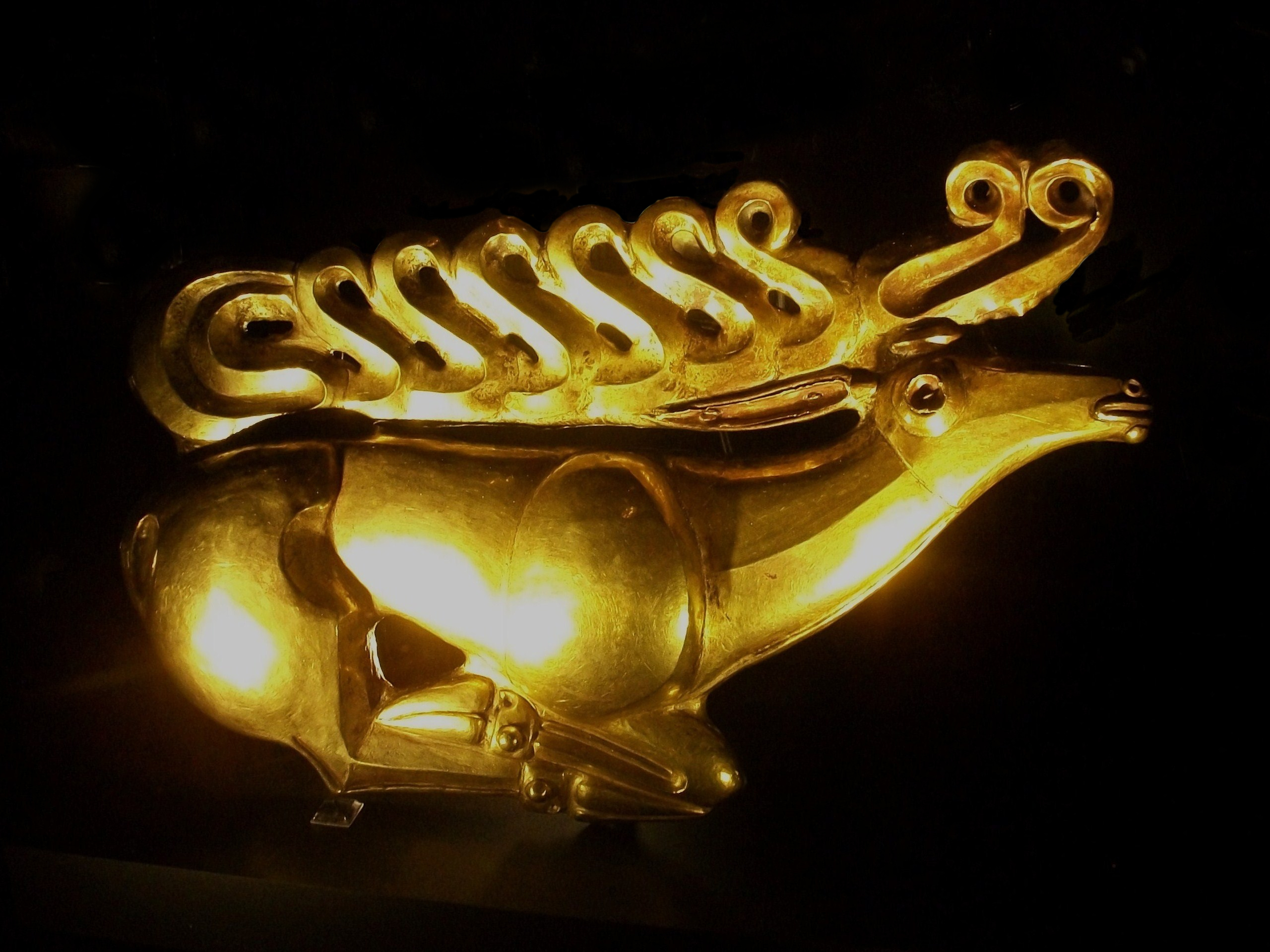
گوزن زرین، نمونه‌ای از هنر سکایی که به دست تیم وسلفسکی در ۱۸۹۷ میلادی کشف‌شد.

وی در مسکو چشم به جهان گشود و در شهر وولوگدا به تحصیل پرداخت. سپس به دانشگاه دولتی سن پترزبورگ رفت. او نخستین کسی بود که در افراسیاب -که کهن‌ترین بخش سمرقند است- به کاوش پرداخت. همچنین کورگان‌های چندی را در جنوب روسیه و اوکراین -برای نمونه سولوخا، کوسترومسکایا و کورگان مایکوپ- را کاوید. پاره‌ای از برجسته‌ترین نمونه‌های هنر سکایی به دست وسلفسکی و تیمش به دست آمده‌است.